# 캐서린 웨이
캐서린 "케이" 웨이(Katharine "Kay" Way, 1902년 2월 20일 – 1995년 12월 9일)는 핵 데이터 프로젝트에 대한 연구로 가장 잘 알려진 미국의 물리학자였다. 제2차 세계 대전 중, 그녀는 시카고의 야금 연구소에서 맨해튼 계획에 참여했다. 그녀는 1968년에 듀크 대학교의 겸임 교수가 되었다.

## 교육 및 초기 생활
캐서린 웨이는 펜실베이니아주 시위클리에서 변호사인 윌리엄 애디슨 웨이와 그의 아내 루이스 존스의 둘째 아이로 태어났다. 그녀에게는 오빠와 여동생이 있었다. 원래 이름은 캐서린(Catherine)이었지만, 나중에 철자를 캐서린(Katharine)으로 바꾸었다. 친구와 동료들은 일반적으로 그녀를 케이라고 불렀다. 그녀의 어머니는 그녀가 12살 때 사망했고, 그녀의 아버지는 이비인후과 의사와 결혼했는데, 이 의사는 케이에게 직업 여성의 역할 모델이 되어주었다.
웨이는 뉴저지주 플레인필드에 있는 미스 하트리지 기숙학교와 코네티컷주 그리니치에 있는 로즈메리 홀에서 교육을 받았다. 1920년에 그녀는 배서 칼리지에 입학했지만, 결핵이 의심되는 질병으로 인해 2년 후 중퇴할 수밖에 없었다. 뉴욕주 새러낙 레이크에서 요양한 후, 그녀는 1924년과 1925년에 바너드 칼리지에서 두 학기 동안 다녔다.
1929년부터 1934년까지 그녀는 컬럼비아 대학교에서 공부했는데, 그곳에서 에드워드 캐스너가 수학에 대한 관심을 불러일으켰고, 웨이의 첫 번째 출판된 학술 논문을 공동 저술했다. 그녀는 1932년에 이학 학위를 받았다. 그녀는 다음으로 노스캐롤라이나 대학교에 갔는데, 그곳에서 존 휠러가 핵물리학에 대한 관심을 자극했고, 그녀는 그의 첫 번째 박사 과정 학생이 되었다. 대공황 동안 일자리를 구하기 어려웠기 때문에, 그녀는 박사 학위 요건을 마친 후에도 대학원생으로 계속 머물렀다.
1938년에 그녀는 브린마 칼리지의 허프 연구원(Huff Research Fellow)이 되어 핵물리학 논문 "중수소의 광전 단면(Photoelectric Cross Section of the Deuteron)"으로 박사 학위를 받을 수 있었다. 그녀는 이어서 1939년에 테네시 대학교에서 교수직을 맡았고, 1941년에는 조교수가 되었다.
1938년 뉴욕 회의에서 웨이는 "핵 사극자 및 자기 모멘트(Nuclear Quadrupole and Magnetic Moments)"라는 논문을 발표했는데, 여기서 그녀는 닐스 보어의 액체 방울 모형을 포함한 세 가지 모델에서 회전하는 원자핵의 변형을 조사했다. 그녀는 "액체 방울 모형과 핵 모멘트(The Liquid-Drop Model and Nuclear Moments)"라는 제목의 논문에서 액체 방울 모형을 더 면밀히 검토했다. 이 논문에서 그녀는 결과적으로 형성되는 시가 모양의 핵이 불안정할 수 있음을 보여주었다. 휠러는 나중에 다음과 같이 회상했다.
어느 날 [캐서린 웨이]가 와서 어려움을 보고했습니다. 방정식은 충분히 높은 전하를 띠는 핵이 충분히 큰 각속도로 회전하는 경우에 해를 주지 않았습니다. 이 경우 일종의 불안정성과 관련이 있다는 것이 분명했습니다. 한과 슈트라스만의 발견과 1939년이 되어서야 그 불안정성의 본질, 즉 핵분열을 인식했습니다. 왜 우리는 변형 에너지에서 고차항의 분석으로 나아가 발견 이전에 핵분열을 예측하지 못했을까요? 수학적인 어려움은 아니었습니다. 모델의 어려움이었습니다. 그것은 핵자기 모멘트에 대한 올바른 크기와 추세를 제공하지 못했습니다.

## 맨해튼 계획
1942년, 휠러는 웨이를 시카고의 야금 연구소에서 맨해튼 계획에 참여하도록 영입했다. 물리학자 앨빈 와인버그와 함께 웨이는 엔리코 페르미의 초기 원자로 설계에서 얻은 중성자 선속 데이터를 분석하여 자기 지속적인 핵 연쇄 반응을 만들 수 있는지 여부를 확인했다. 이러한 계산은 시카고 파일 1의 건설에 사용되었다. 이후, 그녀는 특정 핵분열 생성물에 의한 원자로의 핵 중독 문제를 조사했다. 물리학자 유진 위그너와 함께 그녀는 핵분열 생성물 붕괴를 위한 웨이-위그너 근사치를 개발했다.
웨이는 또한 핸퍼드 사이트와 로스앨러모스 연구소를 방문했다. 1945년 중반에 그녀는 테네시주 오크리지로 이주하여 핵 붕괴에 대한 연구를 계속했다. 그곳에 있는 동안, 그녀는 핵 데이터 수집 및 조직화에 특화하기 시작했다.
그녀는 1945년 실라르드 청원에 서명했다.
덱스터 마스터스와 함께 그녀는 1946년 뉴욕 타임스 베스트셀러인 하나의 세계 아니면 아무것도 없는 세계를 공동 편집했다. 이 책에는 닐스 보어, 알베르트 아인슈타인, J. 로버트 오펜하이머의 에세이가 포함되어 있었으며, 10만 부 이상이 팔렸다.

## 후기 생활
웨이는 1949년에 워싱턴 D.C.로 이주하여 미국국립표준국에서 일했다. 4년 후, 그녀는 미국국립과학원의 국립 연구 위원회를 설득하여 핵 데이터 수집 및 보급에 특별한 책임을 지는 핵 데이터 프로젝트(NDP)를 그녀의 리더십 아래 설립했다. NDP는 1964년에 오크리지 국립연구소로 이전했지만, 웨이는 1968년까지 그 수장을 유지했다. 1964년부터 NDP는 NDP가 수집한 정보를 배포하기 위해 저널 Nuclear Data Sheets를 발행했다. 이듬해에는 두 번째 저널인 아토믹 데이터 앤 뉴클리어 데이터 테이블스가 합류했다. 그녀는 또한 뉴클리어 피직스 편집자들을 설득하여 상호 참조를 용이하게 하기 위해 기사 제목에 키워드를 추가하도록 했다.
웨이는 1968년에 NDP를 떠나 노스캐롤라이나주 더럼의 듀크 대학교에서 겸임 교수가 되었지만, 1973년까지 Nuclear Data Sheets의 편집자로, 1982년까지 Atomic Data and Nuclear Data Tables의 편집자로 계속 활동했다. 후기에는 노인들의 건강 문제에 관심을 가졌고, 그들을 위한 의료 개선을 위해 로비 활동을 벌였다.
웨이는 1995년 12월 9일 노스캐롤라이나주 채플힐에서 사망했다.

## 내용주
1. 1 2 3 4 5 6 7 8 9 10 11  Ware & Braukman 2004, 670–671쪽.
2. ↑  Physics Today gives her year of birth as 1903 and her date of death as December 8.
3. 1 2  “Katharine Way”. 《Physics Today》. December 1996. 75쪽. 2012년 3월 20일에 확인함.
4. 1 2 3  Howes & Herzenberg 1999, 42–43쪽.
5. ↑  “Photoelectric cross section of the deuteron”. University of North Carolina at Chapel Hill. 2014년 12월 19일에 확인함.
6. ↑  Way, Katharine (April 1937). 《Photoelectric Cross Section of the Deuteron》. 《Physical Review》 51. 552–556쪽. Bibcode:1937PhRv...51..552W. doi:10.1103/PhysRev.51.552.
7. 1 2  Mehra & Rechenberg 1982, 990–991쪽.
8. ↑  Way, Katharine (May 1939). 《The Liquid-Drop Model and Nuclear Moments》. 《Physical Review》 55. 963–965쪽. Bibcode:1939PhRv...55..963W. doi:10.1103/PhysRev.55.963.
9. ↑  Wheeler 1979, 266쪽.
10. ↑  Ragheb, M. (2011년 3월 22일). “Decay Heat Generation in Fission Reactors” (PDF). University of Illinois at Urbana-Champaign. 2018년 2월 26일에 확인함.
11. ↑  “Szilard Petition”. 《Atomic Heritage Foundation》 (영어). 2018년 12월 8일에 확인함.
12. ↑  Dexter Masters, Katharine Way, 편집. (2007) [1946]. 《One World or None》. New Press. ISBN 978-1-59558-227-0.
13. ↑  “One World or None: A Report to the Public on the Full Meaning of the Atomic Bomb”. Federation of American Scientists. 2013년 4월 20일에 확인함.